# Domein Breivelde

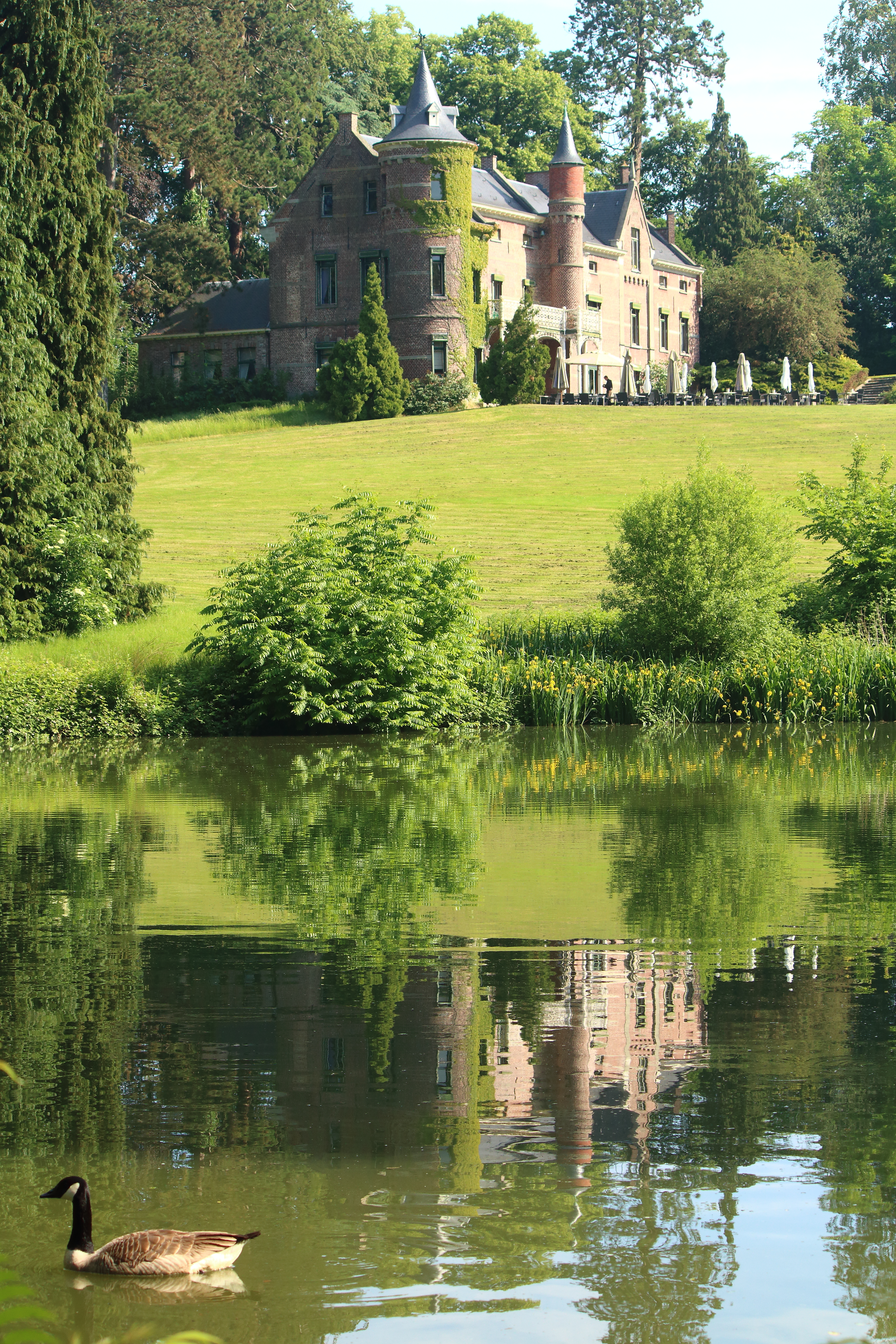

Het Domein Breivelde of Park van Breivelde is een kasteeldomein met park en arboretum in Grotenberge, een deelgemeente van de Belgische stad Zottegem. Het glooiende park werd aangelegd in Engelse stijl op het einde van de 19de eeuw. In het domein (landschapstuin met parkbos en bos) liggen een kasteel, tien vijvers, een fontein en een cascade. Het uitgestrekte grasveld reikt tot aan de imitatierivierbocht, waarin het kasteel wordt weerspiegeld zodat deze vijver al eens als spiegelvijver wordt omschreven. In het Domein Breivelde werden een dertigtal verschillende boomsoorten aangeplant, waaronder gewone vleugelnoot, moerascipres, apenboom, atlasceder, sequoiadendron, pluimes, Japanse cipres, reuzenlevensboom, tulpenboom, Cunninghamia; er bloeien ook voorjaarsbloeiers als bosanemoon.  Het domein omvat ook een speelbos ('De Zotte Jungle') en enkele nieuwere bosuitbreidingsgebieden ('Breiveldebos', 'Vogelzangbos' ). In de ijskelder van het Kasteel Breivelde leven vleermuizen.
Het domein stond vroeger onder de namen 'Warande' en 'Heiligenborre' bekend en werd gebruikt als lustbos voor de jacht en de visvangst. In 1830 bezat Josephus Johannes De Rouck (van 1801 tot 1819 burgemeester van Erwetegem en Godveerdegem) er een lustbos (bois d'agrément) en een lustvijver (eau d'agrément) die van elkaar waren gescheiden door een dreef. De industrieel August De Rouck erfde het domein in 1852 en kocht ook nog verschillende gronden.  Rond 1852 werd waarschijnlijk de grote vijver aangelegd. De Rouck liet in 1871 een landhuis bouwen dat als zomerverblijf werd gebruikt; hij stierf voor het park werd afgewerkt. Rond 1879 had het Domein zijn huidige omvang bereikt. Gentenaar Georges Herry verwierf het Domein in 1887 na het overlijden van Anaïs De Rouck (Augustes dochter); het park werd in opdracht van hem heraangelegd als landschapstuin zoals we die vandaag kennen. Kort na de eeuwwisseling (1902) kocht Philippe Plancqaert van Exen van Beauvechain het Domein. In 1904 liet hij het landhuis 'Kasteel Breivelde' herbouwen in Vlaamse neorenaissancestijl.  In 1907 kwam het park in handen van ridder Walérand van Male de Ghorain (gehuwd met Caroline Moretus Plantin de Bouchout). In 1913 werd het kasteel licht verbouwd (balkon op gietijzeren zuilen en een arcade). De drie kinderen en twee kleinkinderen van Male de Ghorain erfden na de dood van Walérand en Caroline het goed. In 1970 kocht de stad Zottegem het domein; op 10 mei 1971 werd het officieel eigendom van de stad Zottegem en werd het opengesteld voor het publiek. Van 1977 tot 1996 was in het kasteel het Museum voor Folklore gevestigd. Sinds 1982 is het domein als landschap beschermd. In 2014 werden na eerdere dakrestauratie de tipgevels en de schouw gerestaureerd, na 2017 het inkomtorentje. In 2021 werd de ingang naar het domein heraangelegd en raakte bekend dat het buitenschrijnwerk, de balkons, de houten daklantaarn, de regenwaterafvoeren, de plinten en de buitengevels van het kasteel worden gerestaureerd.
Door Domein Breivelde lopen wandelpaden, bewegwijzerde Sport Vlaanderen-looproutes en sinds 2025 een Veerkrachtpad.

## Afbeeldingen

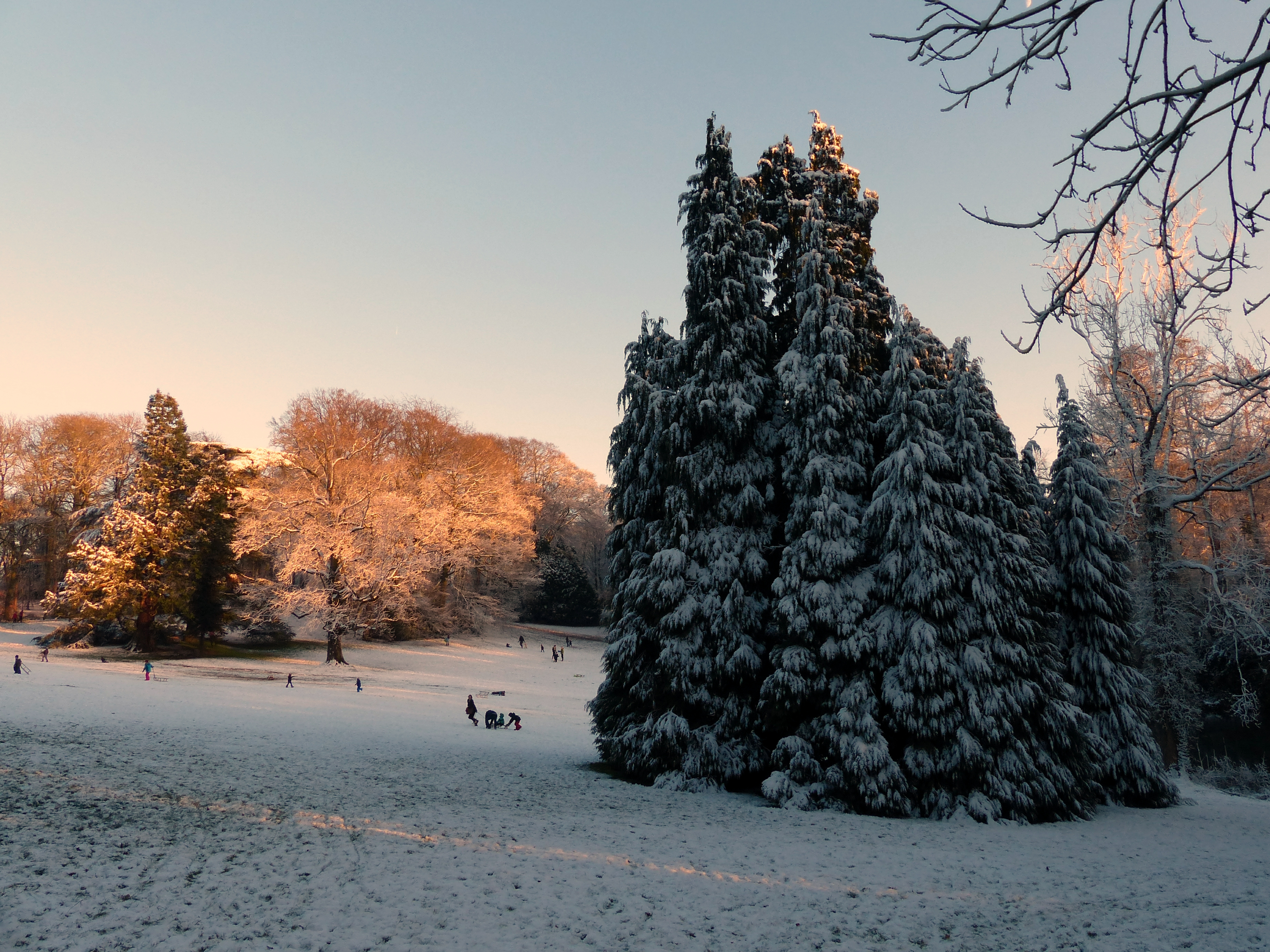
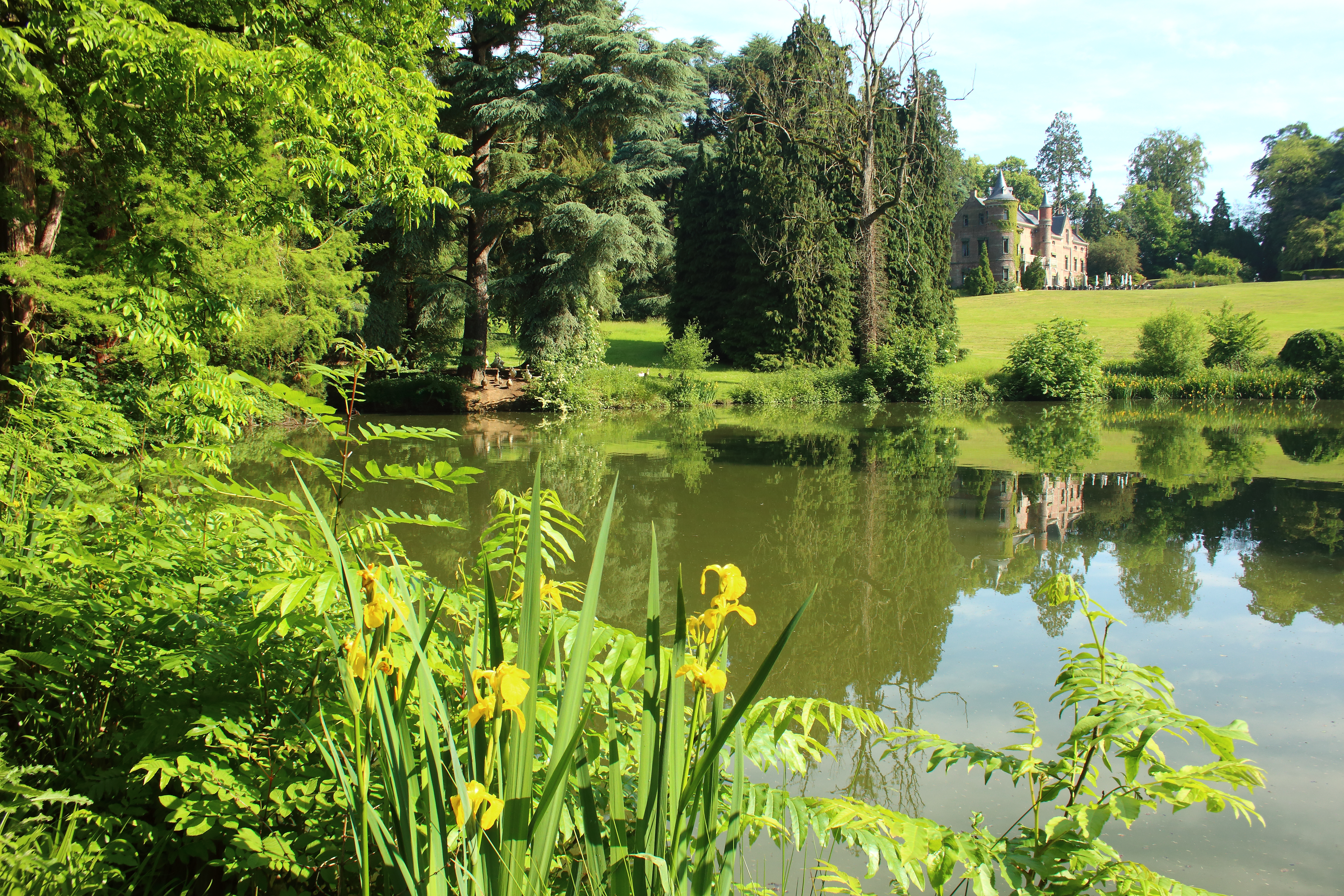
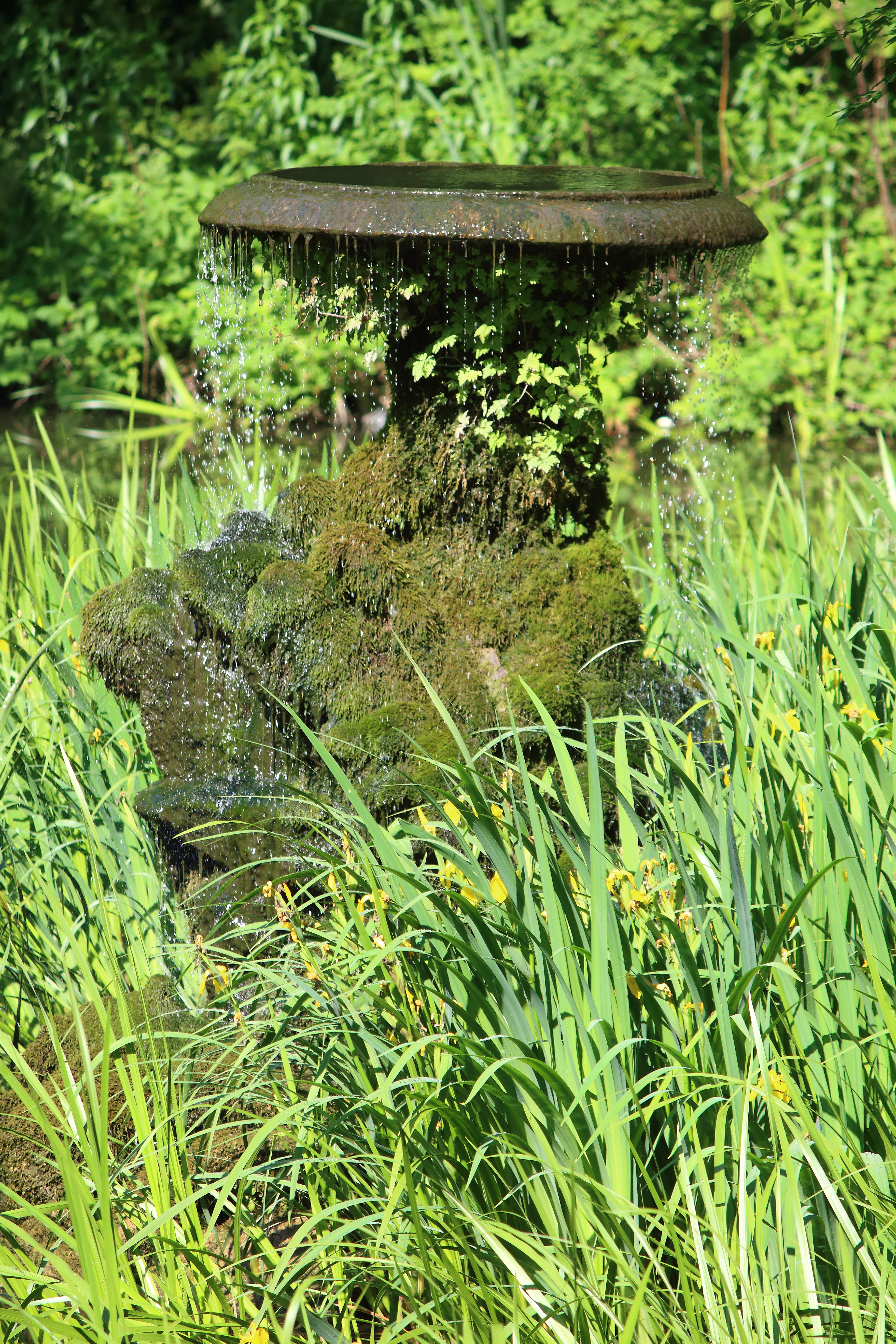
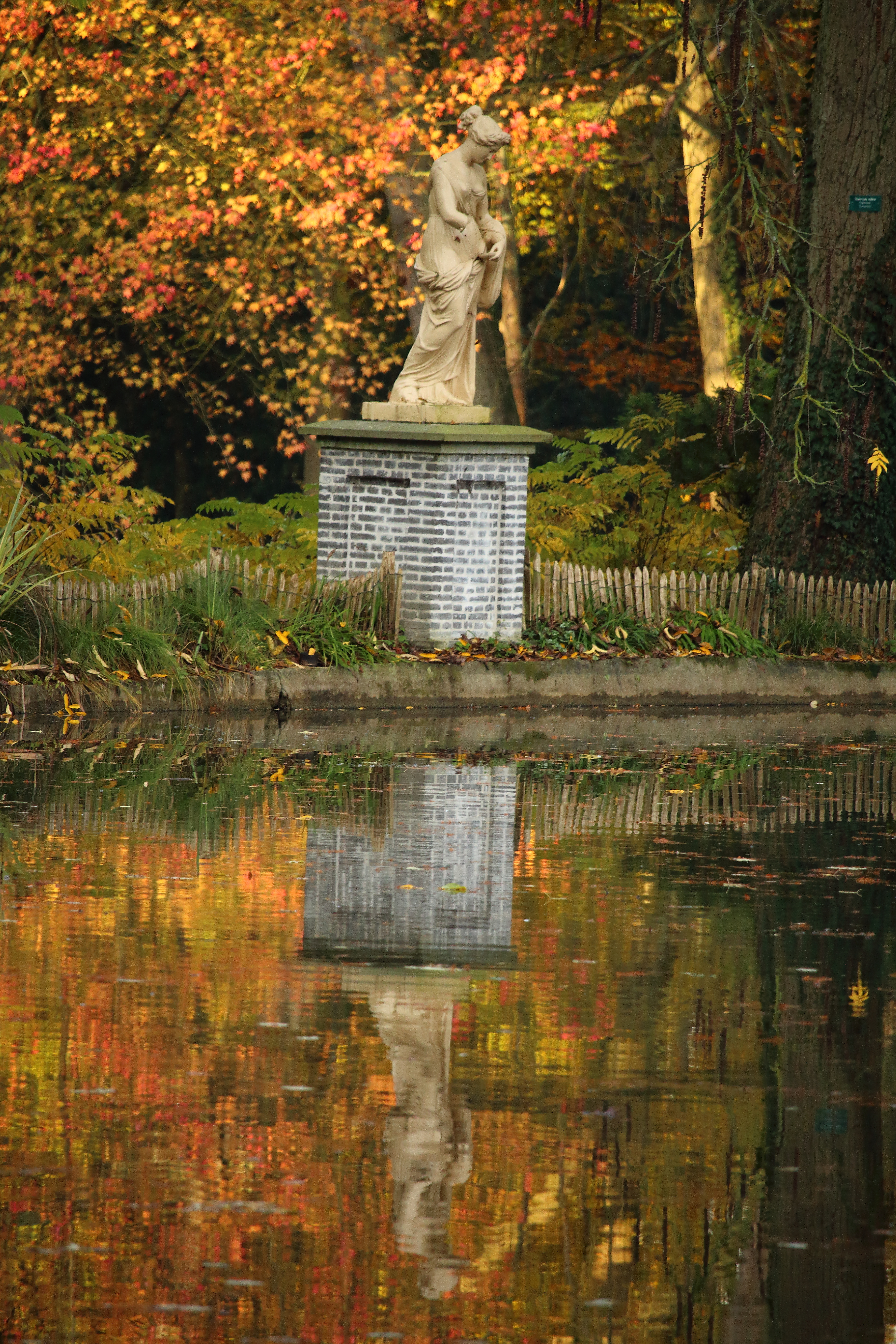
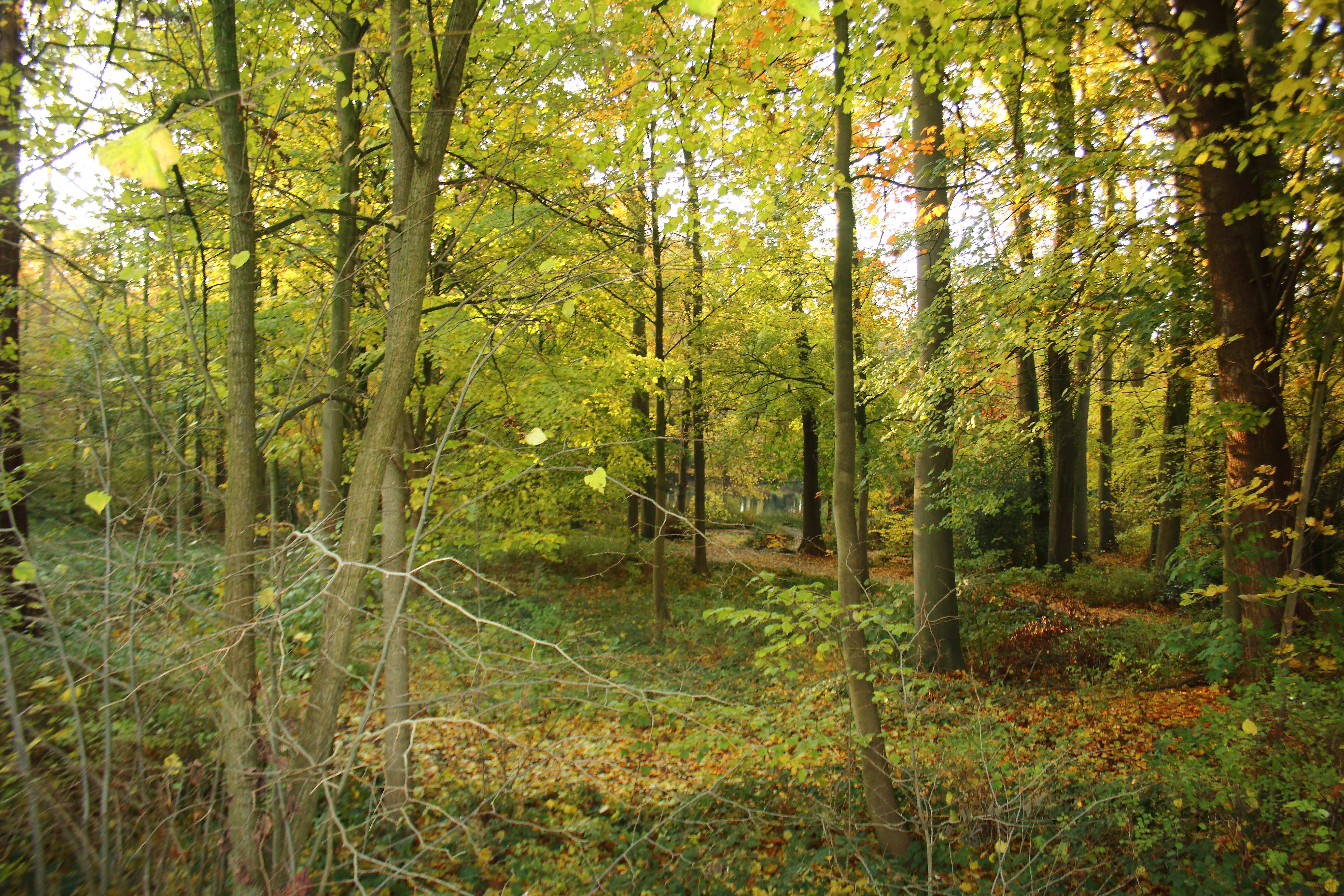
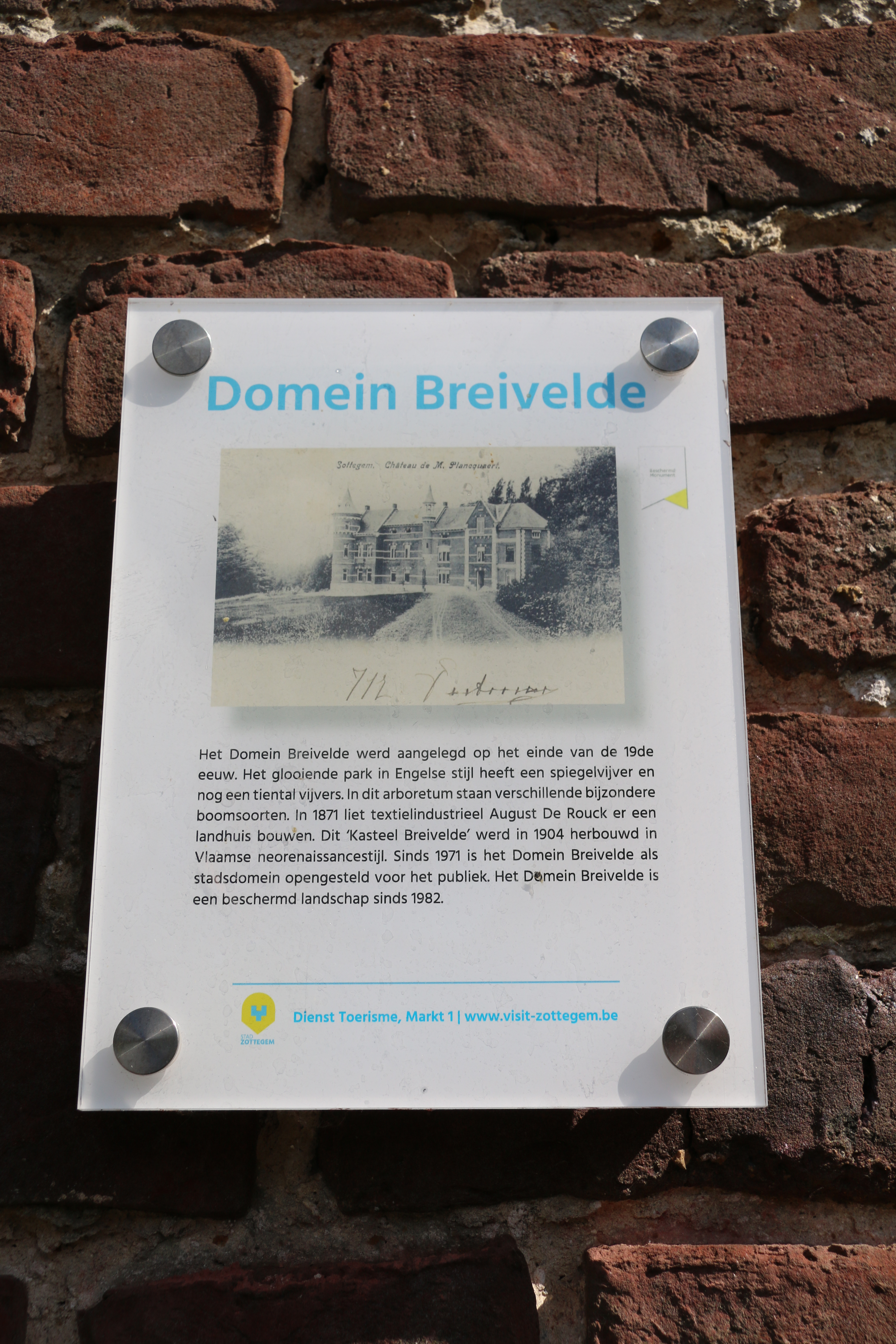
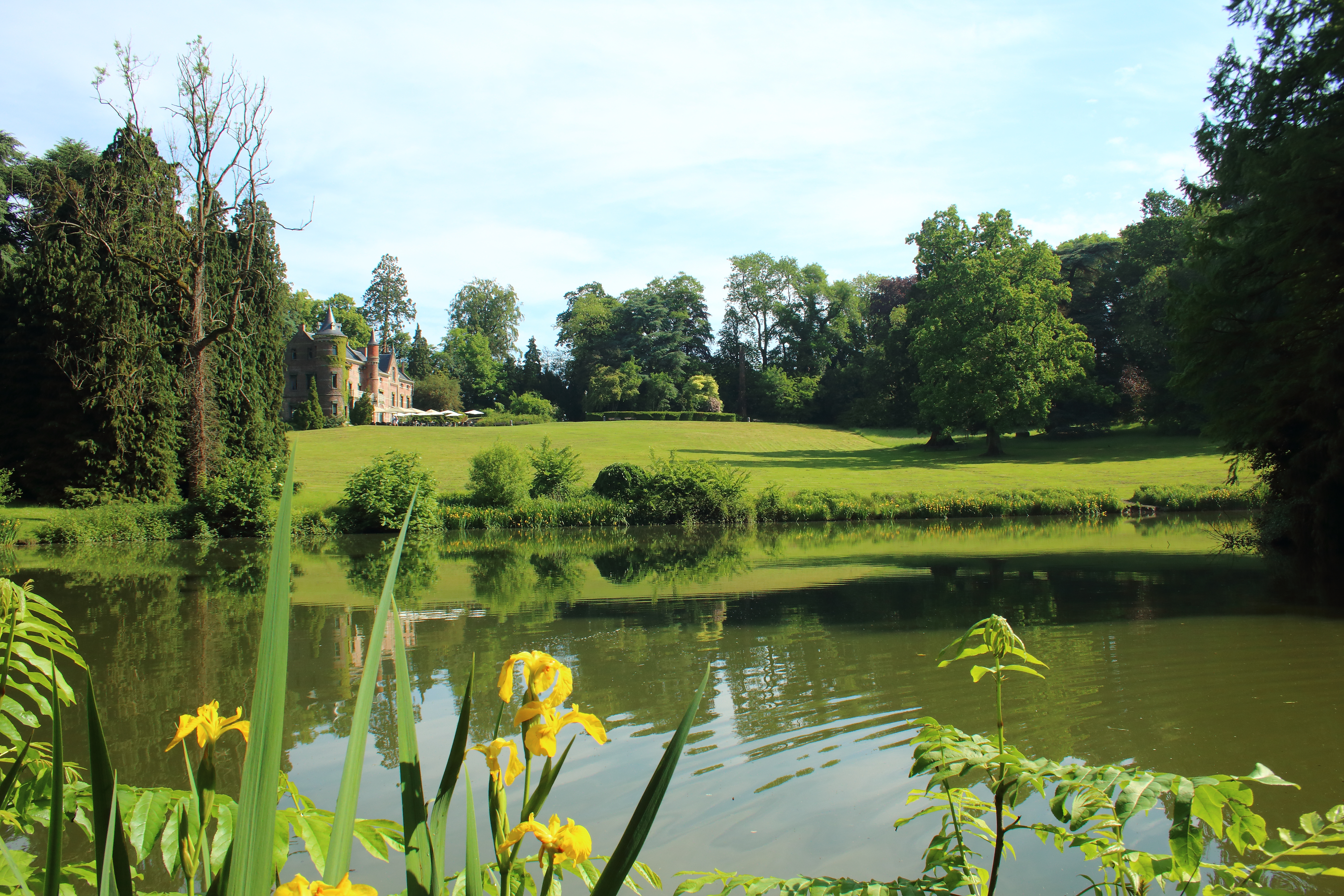
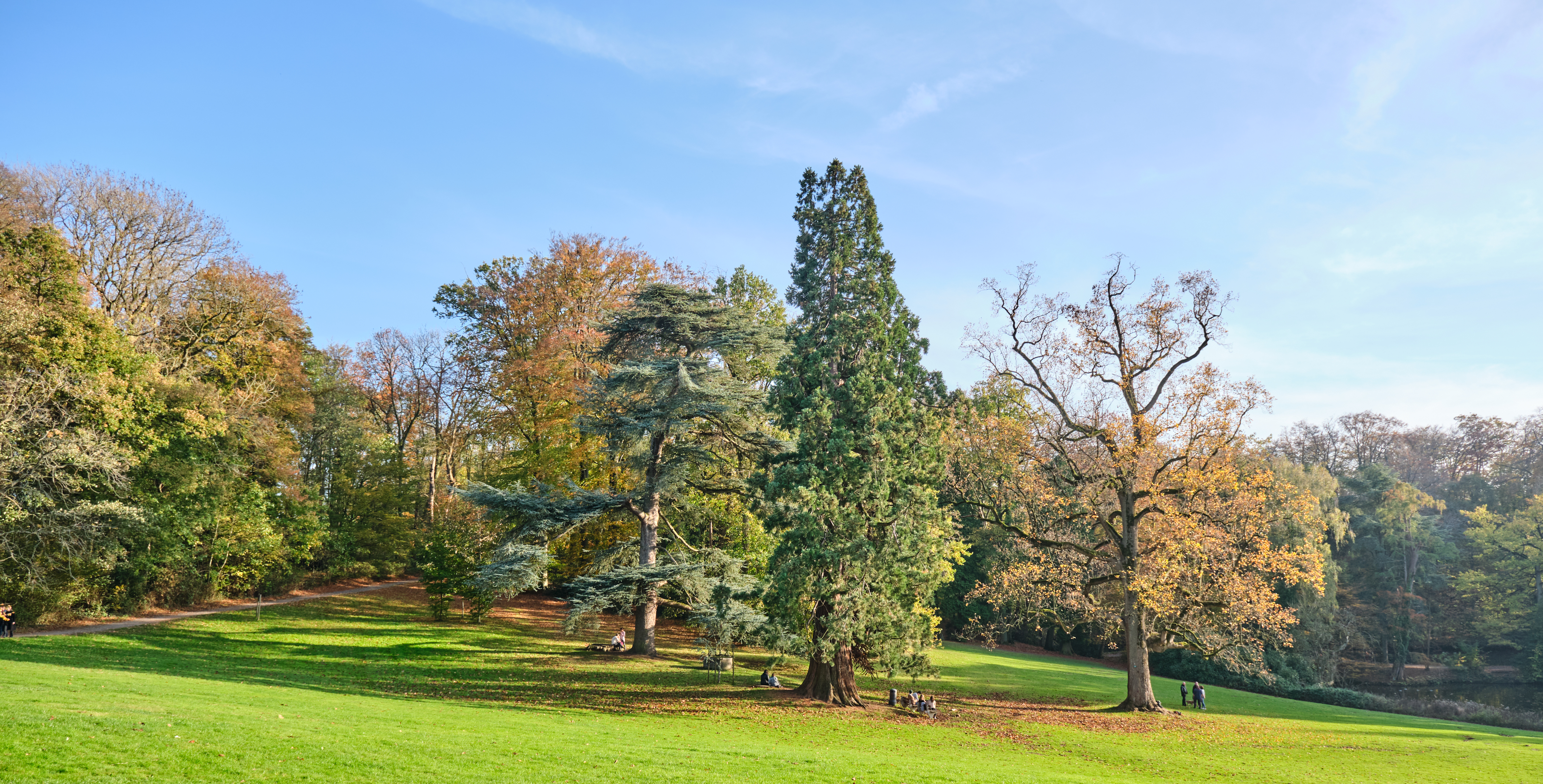